# 福井県立美術館
福井県立美術館（ふくいけんりつびじゅつかん）は、福井県福井市文京にある県立の美術館。

## 概要
- 1977年（昭和52年）開館。建築設計は佐藤武夫、第21回BCS賞受賞[2]。
- 父が福井藩の藩士であった岡倉天心ゆかりの作家や再興院展関係の作家の作品が充実している。菱田春草「落葉」、横山大観「春秋図」、狩野芳崖「伏龍羅漢図」、木村武山「日盛り」、下村観山「寿星」などを所蔵している。また、福井で数々の作品を生んだ岩佐又兵衛など郷土の作家や岡島コレクション（ニューヨークのティファニーにも勤めていた岡島辰五郎の刀装具、根付など精緻な工芸品コレクション）が特徴的である。
- 年3～4回開催される企画展では、西洋美術、現代アートなど幅広く展示している。
- 2012年（平成24年）は、「ストラスブール美術館展」（4/20～5/20）を開催。また、キッズミュージアムや出前授業など、学校と連携した事業を積極的に行っている。
- 寄託品である松平家ゆかりの「竹虎図屏風」（狩野安信）は江戸以前としては日本最大級の六曲一双屏風である。

## 利用案内
- 開館時間：9:00-17:00
- 閉館日：年末年始、美術館が指定した臨時休館日

## 所在地
- 福井県福井市文京3丁目16-1

## 交通アクセス
- 鉄道
  - えちぜん鉄道三国芦原線・福井鉄道福武線 田原町駅 徒歩約8分
- バス
  - 京福バス：「県立美術館前」下車。
  - コミュニティバスすまいる：北ルート（田原・文京方面）「藤島高校前（県立美術館前）」下車。

## 周辺
- 福井市立図書館
- 福井県立藤島高等学校
- 福井県護国神社
- 福井市春山小学校
- 福井市明道中学校
- 福井県立歴史博物館
- 幾久公園
- フェニックス・プラザ
- 福井市体育館